# Fernando Batista
Fernando Ariel „Bocha” Batista (ur. 20 sierpnia 1970 w Buenos Aires) – argentyński piłkarz występujący na pozycji lewego obrońcy lub pomocnika, trener piłkarski, od 2023 roku prowadzi reprezentację Wenezueli.
Jego bracia Norberto Batista i Sergio Batista również byli piłkarzami.